# Isabel Elizalde Arretxea
Isabel Elizalde Arretxea (Vera de Bidasoa, Navarra, 1964) es una política española, fue consejera de Desarrollo Rural, Administración Local y Medio Ambiente del Gobierno de Navarra desde 2015 a 2019.

## Biografía
Nacida en la localidad navarra de Vera de Bidasoa en 1964 vive actualmente en Zubieta. Es técnica en Empresas y Actividades Turísticas por la Universidad Complutense de Madrid. Antes de participar en la política navarra su actividad profesional era la de guía turística que inició en 1986 en el Hotel Baztan. Posteriormente, fue técnico turístico en Servitur  desde donde puso en marcha de red de Casas Rurales en Navarra
y agente de desarrollo local en el Instituto Técnico y de Gestión del Vacuno y en la Asociación Cederna Garalur.
En los años 1997 y 1998, trabajó como agente de desarrollo local para el Ayuntamiento de Pamplona, donde participó en el diseño e implantación del servicio de empleo y de inserción laboral en el área de Servicios Sociales.
El 23 de julio de 2015 fue nombrada propuesta por EH Bildu consejera de Desarrollo Rural, Administración Local y Medio Ambiente del Gobierno de Navarra desde donde ha iniciado Ley de Residuos y defendido la necesidad de una agricultura de apoyo, entre otros temas.
Con el fin de la legislatura cesó en el cargo autonómico en agosto de 2019.